# 5 jaar losse groeven hits
5 jaar losse groeven hits is een muziekalbum van de saxofonist André Moss uit 1976. De titel verwijst naar het televisieprogramma Op losse groeven van de TROS en de gelijknamige serie compilatiealbums.
Het bevat instrumentale versies van nummers die in de compilatieserie aan bod zijn gekomen. Ook staan zijn drie hits, Ella, Rosita en My Spanish rose, op het album.
Het album stond acht weken in de albumtop van Veronica met nummer 22 als hoogste notering. Het werd geproduceerd door Jack de Nijs' studio JR. De arrangementen werden gemaakt door Jack de Nijs, Jack Jackson (Jacques Verburgt) en John Fender.

## Nummers
| Nr. | naam                                        |
| --- | ------------------------------------------- |
| A1a | Sjakie van de hoek                          |
| A1b | Roosje mijn roosje                          |
| A1c | Malle Babbe                                 |
| A2a | Dinge-dong                                  |
| A2b | Als het om de liefde gaat                   |
| A2c | Uche uche                                   |
| A3a | Agatha                                      |
| A3b | Mira                                        |
| A3c | Willempie                                   |
| A4a | Mario                                       |
| A4b | Rozen voor Sandra                           |
| A4c | Pappie loop toch niet zo snel               |
| A5a | Jij en ik blijven bestaan                   |
| A5b | Ze zeggen                                   |
| A5c | Mijn naam is haas                           |
| A6a | Zomerzon                                    |
| A6b | Bella Italia                                |
| A6c | Eviva España                                |
| B1a | Rosita                                      |
| B1b | My Spanish rose                             |
| B1c | Ella                                        |
| B2a | Ik ben zo blij dat ik jou niet vergeten ben |
| B2b | Aloha, mijn bruine Madonna                  |
| B2c | Balalaika                                   |
| B3a | Guus                                        |
| B3b | Een lied voor kinderen                      |
| B3c | Zuster Ursula                               |
| B4a | Manuela                                     |
| B4b | Huilen is voor jou te laat                  |
| B4c | Veronica 538                                |
| B5a | Mandolinen in Nicosia                       |
| B5b | Meisjes met rode haren                      |
| B5c | Marietje                                    |
| B6a | Foxie foxtrot                               |
| B6b | Oei oei                                     |
| B6c | De sambaballensamba                         |